# Кочкуровське сільське поселення (Дубьонський район)
Кочку́ровське сільське поселення (рос. Кочкуровское сельское поселение) — муніципальне утворення у складі Дубьонського району Мордовії, Росія. Адміністративний центр та єдиний населений пункт — село Кочкурово.

## Населення
Населення — 410 осіб (2019, 639 у 2010, 774 у 2002).